# Lucas (Kansas)
Pour les articles homonymes, voir Lucas.
Lucas est une ville américaine située dans le comté de Russell, au Kansas. Selon le recensement de 2020, sa population est de 332 habitants.